# 梅里德

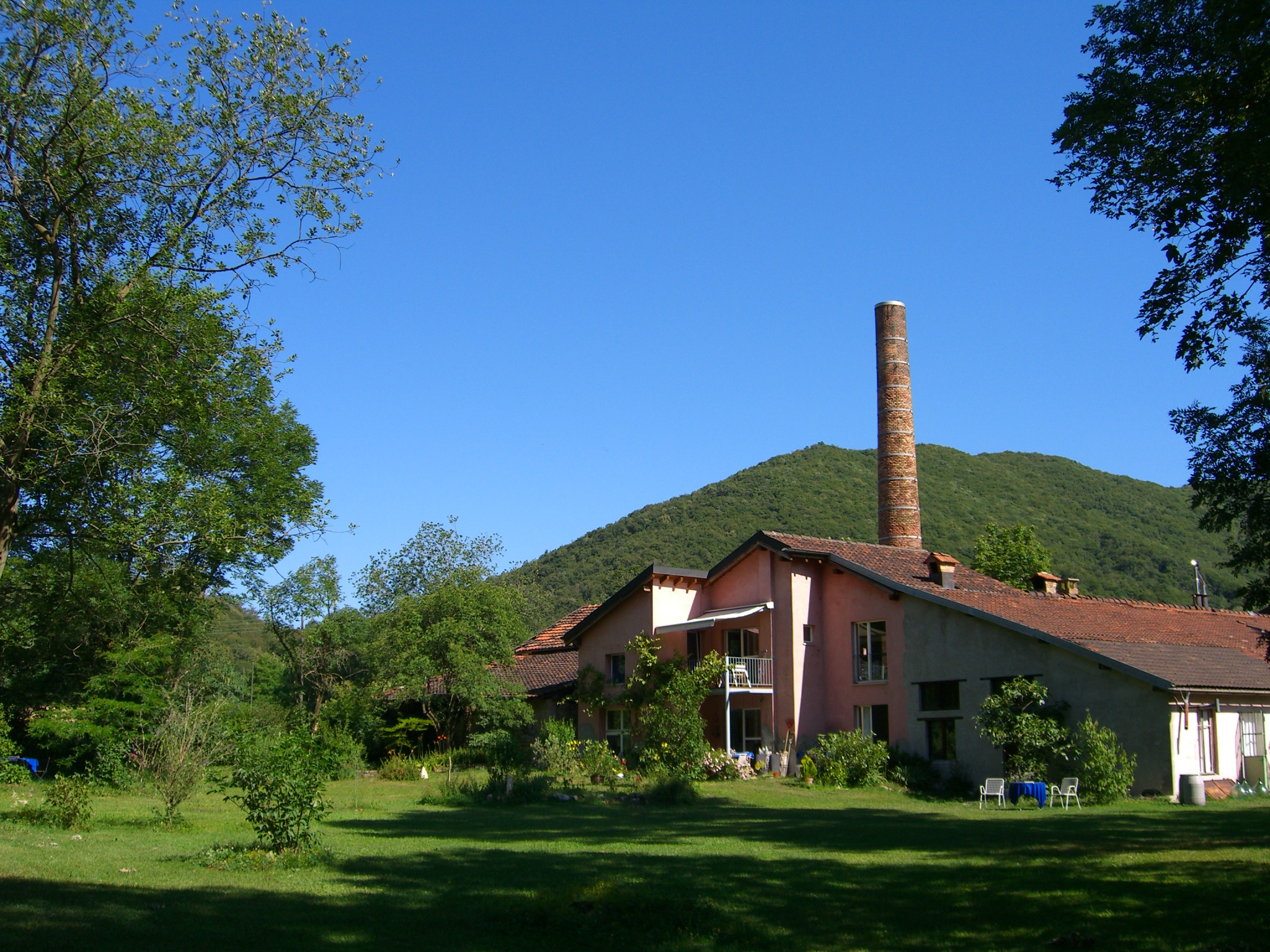

梅里德是瑞士的城鎮，位於該國南部，由提契諾州負責管轄，面積7.46平方公里，海拔高度583米，2011年人口314，七成半人口信奉羅馬天主教，人口密度每平方公里42人。